# Zora Klipp
Zora Klipp (* 24. April 1990 im Schwarzwald) ist eine deutsche Köchin, Kochbuch-Autorin und Moderatorin.

## Werdegang
Nach der Schule und einer Kochlehre im Ringhotel Paulsen in Zeven ging Klipp nach Rotenburg (Wümme) ins Restaurant Landhaus Wachtelhof. Nach einem Au-pair-Aufenthalt in Schweden holte sie ihr Abitur nach und begann, Tourismusmanagement zu studieren.
Vom Sommer 2017 bis Dezember 2018 moderierte sie das Funk-Format Koch ma!  Ab August 2019 war sie als freiberufliche Eventköchin tätig und leitete das Café im Kliemannsland.
Seit Oktober 2020 betreibt Klipp mit ihrer Schwester Ronja das Café Weidenkantine in der Weidenallee in Hamburg-Eimsbüttel. Am 1. Dezember 2023 eröffnete sie mit ihren Geschwistern Ronja und Oliver am Schulterblatt das vegetarische Restaurant Blattgold mit Café und Bar.

## Fernsehauftritte
Sie kochte regelmäßig in der NDR-Sendung Mein Nachmittag sowie im ARD-Buffet und moderiert die NDR-Sendung Zora kocht’s einfach. Im März 2022 war sie als Jurorin in der ARD-Sendung Familien-Kochduell zusammen mit dem Mit-Juror Ali Güngörmüş und Moderator Steffen Henssler zu sehen. Am 16. Oktober 2022 startete eine neue dreiteilige Koch- und Backsendung mit Zora Klipp und der Konditormeisterin Theresa Knipschild. Sie trägt den Namen Schmeckt. Immer. und bis dato wurden 21 Episoden ausgestrahlt. Drei Tage später trat sie erstmals als Jurorin in der ZDF-Sendung Die Küchenschlacht auf. Vom 2. bis 6. Oktober 2023 moderierte sie erstmals eine Woche der Küchenschlacht.
Im April 2024 übernahm sie die Nachfolge von Rainer Sass im NDR Fernsehen. Am 26. April war Klipp erstmals in DAS! schmeckt zu sehen. Das erste „DAS! Kochstudio“ mit Klipp und Bettina Tietjen wurde am 9. Mai 2024 (Himmelfahrt) ausgestrahlt. In der Babypause vertritt Hanna Reder Zora Klipp bei DAS! schmeckt.
Am 18. November 2024 war sie auf Vox in Mälzer und Klipp liefern ab! zu sehen.

## Privates
Im Juli 2025 wurden Zora Klipp und ihr Freund erstmals Eltern.

## Veröffentlichungen
- Koch’s einfach – lässige Studentenküche! Edition Michael Fischer, Februar 2020, ISBN 978-3-96093-684-8.
- Katerkochbuch – Rezepte für harte Tage – katern, kochen, klarkommen. Edition Michael Fischer, Oktober 2020, ISBN 978-3-96093-848-4.
- Koch’s einfach – vegetarisch. Edition Michael Fischer, November 2021, ISBN 978-3-7459-0251-8.